# Goschen (Lieberose)

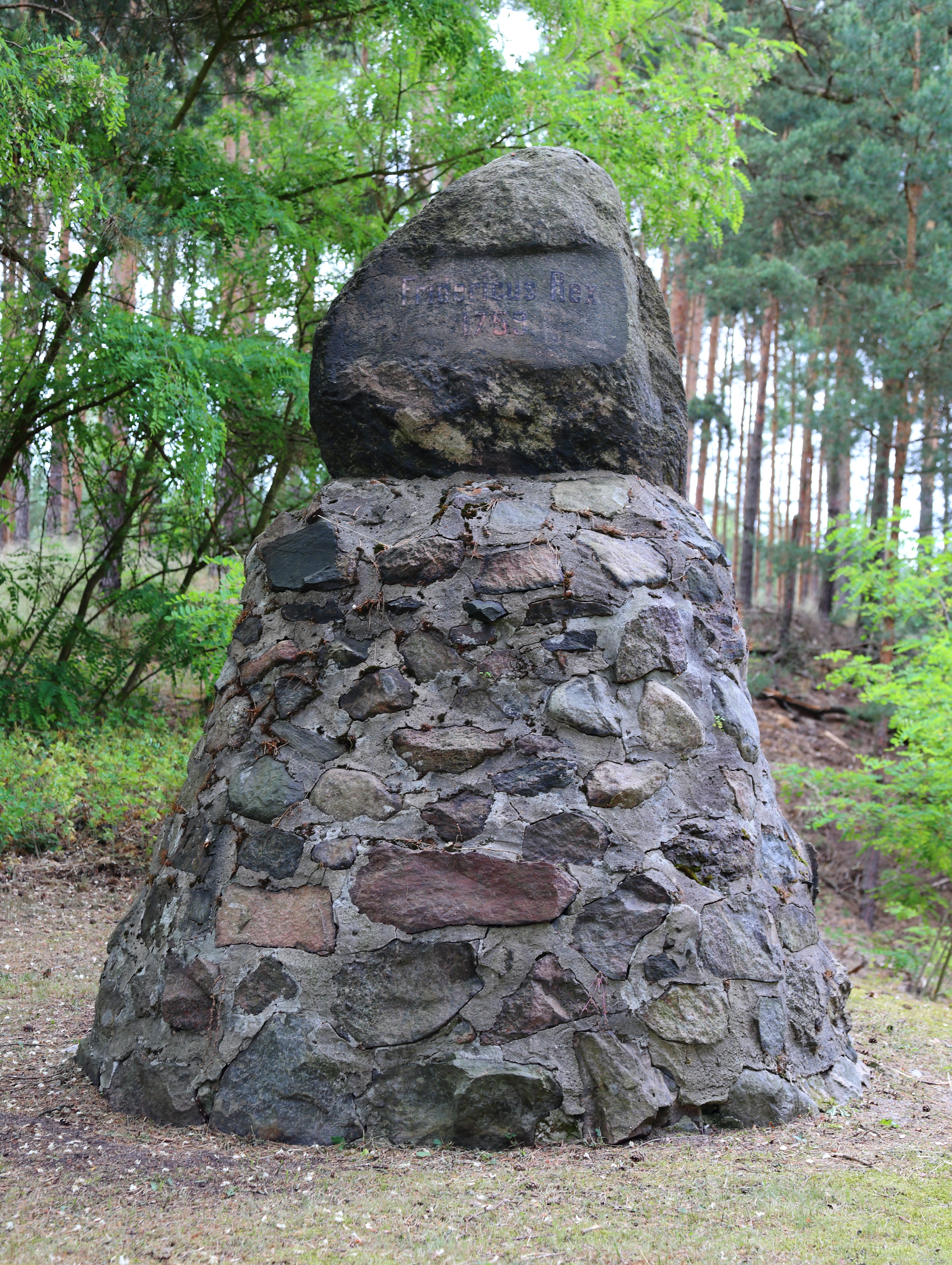
Baudenkmal Friedrichstein bei Goschen

Goschen (niedersorbisch Chóžyšća; bis 1937 deutsch Goschzschen) ist ein Ortsteil der Stadt Lieberose im Landkreis Dahme-Spreewald in Brandenburg.

## Lage
Goschen liegt in der Niederlausitz etwa fünf Kilometer nördlich des Kernortes Lieberose. Umliegende Ortschaften sind der zur Gemeinde Friedland gehörende Ortsteil Schadow im Norden, Trebitz im Nordosten, der zur Gemeinde Jamlitz gehörende Ortsteil Mochlitz im Südosten, Lieberose im Süden, Doberburg im Südwesten, Speichrow in der Gemeinde Schwielochsee im Westen sowie der wiederum zu Friedland gehörende Ortsteil Pieskow im Nordwesten.
Goschen liegt östlich des Naturschutzgebietes Dammer Moor und nördlich des Naturschutzgebietes Stockshof – Behlower Wiesen. Knapp einen Kilometer östlich des Ortes verläuft die Bundesstraße 168 von Cottbus nach Beeskow.

## Geschichte
Goschen wurde im Jahr 1519 als Goschzschen erstmals in einer Urkunde erwähnt. Der Ortsname stammt aus dem Sorbischen und bedeutet Ort, wo Besenginster, Stachelhalm wächst. 1937 wurde der Ortsname ins heutige Goschen geändert.
Im Jahr 1912 wurde nahe Goschen ein Steinmonument, der sogenannte Friedrichstein, errichtet, der an ein Lager der preußischen Streitkräfte nach der verlorenen Schlacht bei Kunersdorf während des Siebenjährigen Krieges erinnern soll. Friedrich II., nach dem der Stein benannt ist, soll hier nach der verlorenen Schlacht mit seinem Heer gerastet haben. Der Friedrichstein ist ein brandenburgisches Baudenkmal.
Nach dem Wiener Kongress kam Goschen als Teil der Niederlausitz an das Königreich Preußen. Am 25. Juli 1952 wurde die Gemeinde dem neu gebildeten Kreis Lübben im Bezirk Cottbus zugeordnet. Nach der Wende lag Goschen im Landkreis Lübben in Brandenburg. Am 1. Oktober 1992 schloss die Gemeinde sich dem Amt Lieberose/Oberspreewald an. Nach der Kreisreform in Brandenburg am 6. Dezember 1993 kam Goschen schließlich zum neu gebildeten Landkreis Dahme-Spreewald. Am 1. Januar 1995 wurde Goschen nach Lieberose eingemeindet.

## Bevölkerungsentwicklung
| 1875 | 135 | 1939 | 104 | 1981 | 73 |
| 1890 | 133 | 1946 | 134 | 1985 | 74 |
| 1910 | 110 | 1950 | 142 | 1989 | 66 |
| 1925 | 116 | 1964 | 105 | 1992 | 61 |
| 1933 | 110 | 1971 | 95  | 1994 | 66 |

## Nachweise
1. ↑  Müllers Großes Deutsches Ortsbuch 2012: Vollständiges Ortslexikon. 33. überarb. und erw. Ausg., Walter de Gruyter, Berlin und Boston 2012, ISBN 978-3-11-027420-2, Online bei Google Books, S. 450
2. ↑  Eintrag „Chóžyšća“ in der niedersorbischen Ortsnamendatenbank auf dolnoserbski.de
3. ↑  Statistik des Deutschen Reichs, Band 450: Amtliches Gemeindeverzeichnis für das Deutsche Reich, Teil I, Berlin 1939; Seite 250.
4. ↑  Reinhard E. Fischer: Die Ortsnamen der Länder Brandenburg und Berlin: Alter – Herkunft – Bedeutung. be.bra Wiss.-Verlag, Berlin 2005 (Schriftenreihe: Brandenburgische historische Studien, Band 13), ISBN 3-937233-30-X, S. 66 bei Google Books.
5. ↑  Ein Stein, um den sich Legenden ranken. In: moz.de. Märkische Oderzeitung, 20. September 2012, ehemals im Original (nicht mehr online verfügbar); abgerufen am 7. Juni 2017. (Seite nicht mehr abrufbar. Suche in Webarchiven)
6. ↑  Goschen in der Datenbank des Vereins für Computergenealogie. Abgerufen am 7. Juni 2017.
7. ↑  Historisches Gemeindeverzeichnis des Landes Brandenburg 1875 bis 2005. (PDF; 331 KB) Landkreis Dahme-Spreewald. Landesbetrieb für Datenverarbeitung und Statistik Land Brandenburg, Dezember 2006, abgerufen am 7. Juni 2017.